# 褶胸鱼
褶胸鱼（学名：Sternoptyx diaphana）为輻鰭魚綱褶胸鱼科褶胸鱼属的鱼类。分布于太平洋、印度洋和大西洋的热带、亚热带及部分温带的深海区域以及南海、东海等海域，屬深海魚類，垂直分布约2700-100公尺，體長可達5.5公分。该物种的模式产地在牙买加。屬肉食性，以橈腳類、磷蝦等為食。

## 外部連結
- 褶胸鱼的圖片（页面存档备份，存于）